# Сумська Ганна Іванівна
Ганна Іванівна Сумська́ (до шлюбу Опана́сенко) (15 жовтня 1933, с. Катюжанка Димерського району Київської області — 27 лютого 2022, Київ) — українська акторка, заслужена артистка УРСР. Мати акторок Наталі та Ольги Сумських.

## Життєпис
Народилася 15 жовтня 1933 року в селі Катюжанка Димерського району Київської області (нині Димерська селищна територіальна громада Вишгородського району). У 1955 році закінчила Київський театральний інститут.
Працювала в театрах:
- Кримський — 1955—1957 роки,
- Львівський театр імені Марії Заньковецької — 1957—1967 роки,
- Запорізький театр імені Щорса — 1967—1980 роки,
- Полтавський музично-драматичний театр імені Гоголя — 1980—1990 роки,
- Київський театр «Будьмо» — 1990—1993 роки.

З 1993 року працювала в Національному українському драматичному театрі імені Івана Франка.
Померла в ніч із 26 на 27 лютого 2022 року у віці 88 років у Києві. Була похована 1 березня в одній могилі з чоловіком на Байковому кладовищі (ділянка № 33).

### Родина
- Чоловік — В'ячеслав Сумський (1934—2007), актор
  - Дочка — Наталя Сумська (нар. 1956), акторка театру і кіно
    - Онучка — Дарина Мамай-Сумська (нар. 1982)
    - Онук — В'ячеслав Хостікоєв (нар. 1996)

  - Дочка — Ольга Сумська, акторка театру, кіно й телебачення
    - Онучка — Антоніна (нар. 1990)
    - Онучка — Ганна (нар. 2002)

## Роботи в театрі
Ганна Сумська зіграла понад 150 ролей.

## Відзнаки
- 1975 — Заслужена артистка УРСР
- 2006 — Лауреат Всеукраїнської премії «Жінка ІІІ тисячоліття» в номінації «Знакова постать»